# Valentin Schreyer (Schauspieler)

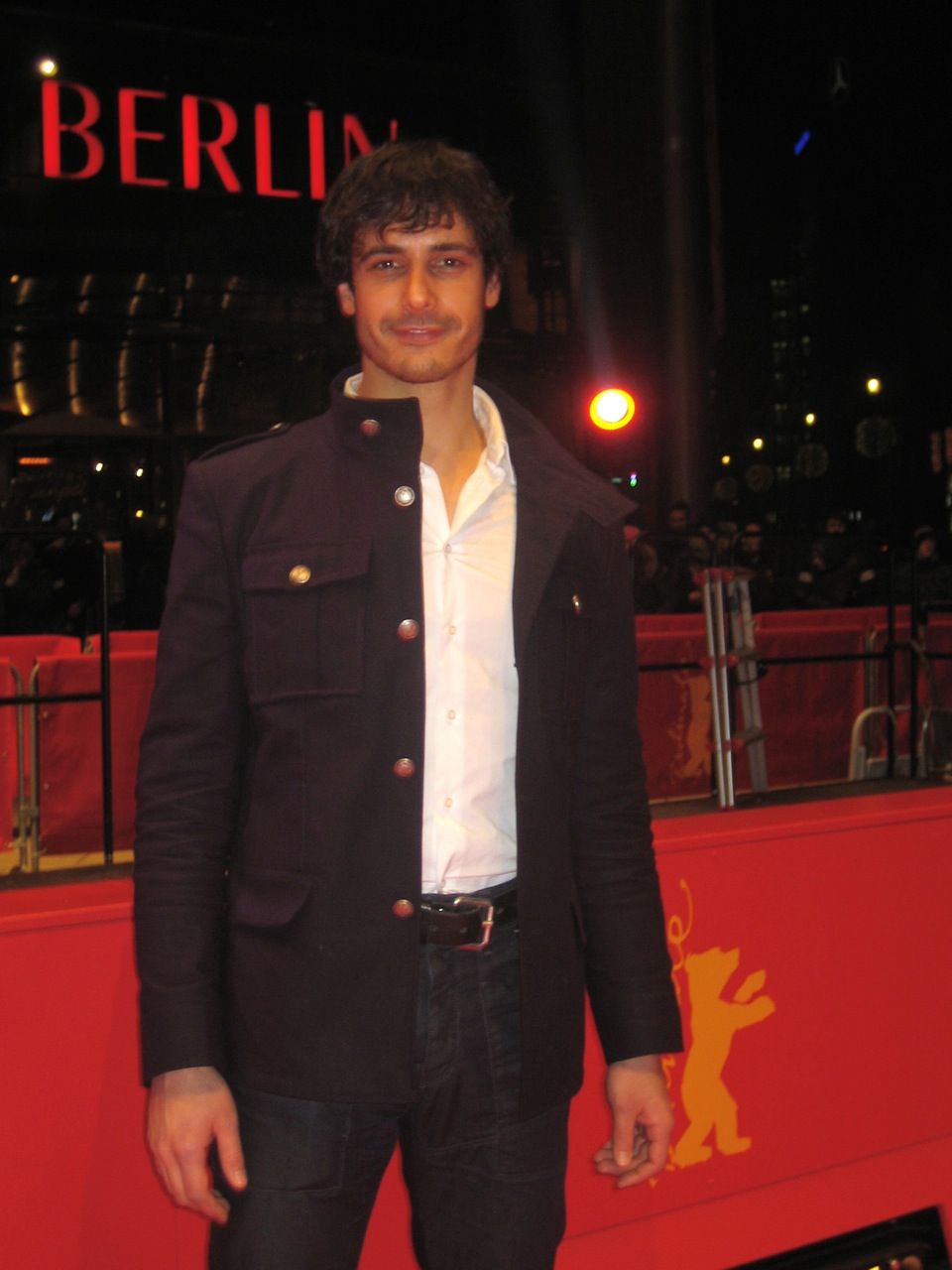
Valentin Schreyer, Berlinale 2011

Valentin Schreyer (* 25. Dezember 1978 in Kitzbühel) ist ein österreichischer Film-, Fernseh- und Theaterschauspieler.

## Leben
Seine vierjährige Schauspielausbildung am Konservatorium der Stadt Wien schloss er mit Auszeichnung ab. Kurz darauf entdeckte ihn Thomas Birkmayr, der ihn in der Rolle des Claudio in Shakespeares Viel Lärm um nichts am Theater in der Josefstadt debütieren ließ.
Schon während seiner Schauspielausbildung hatte Schreyer Rollen in verschiedenen Arbeiten für Kino: Der Bockerer III (Epo-Film) und Nogo (Dor-Film) als auch Fernsehen: Der Bulle von Tölz (Alexander-Film) und Julia – Eine ungewöhnliche Frau (Dor-Film). Für seine Darstellung als Römerkopf in Fräulein Else (SK-Film) wurde er für die Romy in der Kategorie „Shootingstar“ nominiert.
Er trat zudem unter anderem am Staatstheater Kassel und bei den Salzburger Festspielen auf. 2008 spielte er unter Felix Dvorak in Die Kinder von Hermann Bahr beim Schloss Weitra Festival und bekam für seine erste Kino-Hauptrolle als Julian in Warten auf den Mond eine Undine-Award-Nominierung für den besten Charakterschauspieler.
Es folgten Auftritte in den Kinofilmen Todespolka (Demmelbauerfilm) und Die verrückte Welt der Ute Bock (Allahyari-Film). 2011 realisierte das Landestheater Niederösterreich seinen Wunsch, eine Rolle in einer Dostojewski-Geschichte zu übernehmen: die titelgebende Figur in Der Spieler. Unter anderem arbeitete er mit den Regisseuren Joseph Vilsmaier, Holger Haase, Walter Bannert, Johannes Gleim und Michael Schottenberg.
Von 2012 bis 2014 übernahm Schreyer die Hauptrolle des manisch-depressiven Bikers Ben Hofer in der Lindenstraße. Von 2019 bis 2020 war er erneut in dieser Rolle zu sehen. 2012 spielte er unter der Regie von Theater-Legende Jérôme Savary in einer weiteren Produktion des Landestheaters Niederösterreich. Nach einem einjährigen Engagement an dem Haus wirkte Schreyer in dem Film Der letzte Tanz mit, der 2015 einen Österreichischen Filmpreis und bei der Diagonale 2014 den Hauptpreis für den besten Spielfilm bekam.
Neben seiner Arbeit als Schauspieler arbeitet Schreyer immer wieder als Sprecher für Dokumentationen, Radiolesungen und Hörbücher.

## Privates
Valentin Schreyer hat einen Sohn und lebt mit seiner Lebensgefährtin Cosima Viola (bekannt als "Jack" in der Serie "Lindenstraße") in Köln. Zu seinen Hobbys zählen das Longboard-Fahren und elektronische Musik. Er selbst spielt Saxofon und Gitarre, insgesamt erlernte er sieben Instrumente zu spielen. Schreyer ist im Raum Köln auch als Yoga-Lehrer bekannt. Außerdem liegen ihm Bücher von Leo Perutz am Herzen.

## Auszeichnungen
- Undine-Award-Nominierung in der Kategorie Bester Charakterdarsteller 2008 für Warten auf den Mond (Le Groupe Soleil)
- Romy-Nominierung 2003 für Schnitzlers Fräulein Else (SK-Film)

## Filmografie (Auswahl)
- 1999: Der Bulle von Tölz: Tod eines Priesters
- 2000: Der Bockerer III
- 2000: Julia – Eine ungewöhnliche Frau
- 2002: August der Glückliche (Fernsehfilm)
- 2002: Mademoiselle Else (Fernsehfilm)
- 2002: Medicopter 117 – Rufmord
- 2002: Nogo
- 2002: August der Glückliche (als Bräutigam)
- 2004/2005: SOKO Kitzbühel (Fernsehserie)
- 2006: Kupetzky
- 2007: Da wo die Freundschaft zählt (Fernsehfilm)
- 2007: Warten auf den Mond
- 2010: Die verrückte Welt der Ute Bock
- 2010: Todespolka
- 2011: Plötzlich fett! (Fernsehfilm)
- 2011: Zimmer 34
- 2011: Talfahrt
- 2011: Unseen
- 2012–2014, 2019–2020: Lindenstraße (TV-Serie)
- 2012: 1 minus 1 gleich 0
- 2012: Heartbeat
- 2013: Hopped up
- 2013: Der letzte Tanz
- 2014: Sorry Guys
- 2015: SOKO Kitzbühel – Der schönste Tag
- 2017: Tatort: Wehrlos
- 2020: Madison
- 2021: Zum Glück zurück